# 河合雅雄

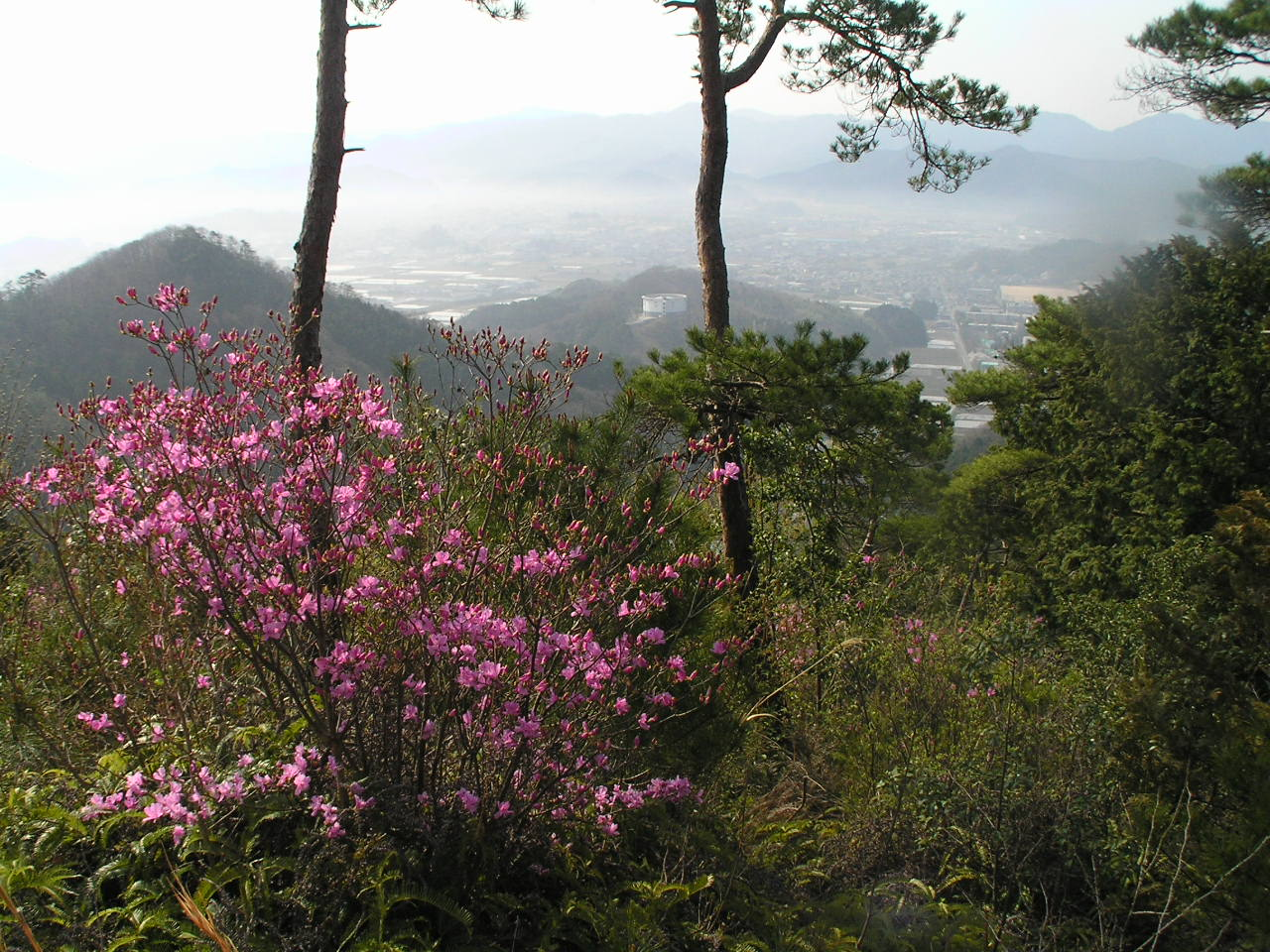
河合雅雄出生的城市，筱山市(筱山盆地～杯岳）

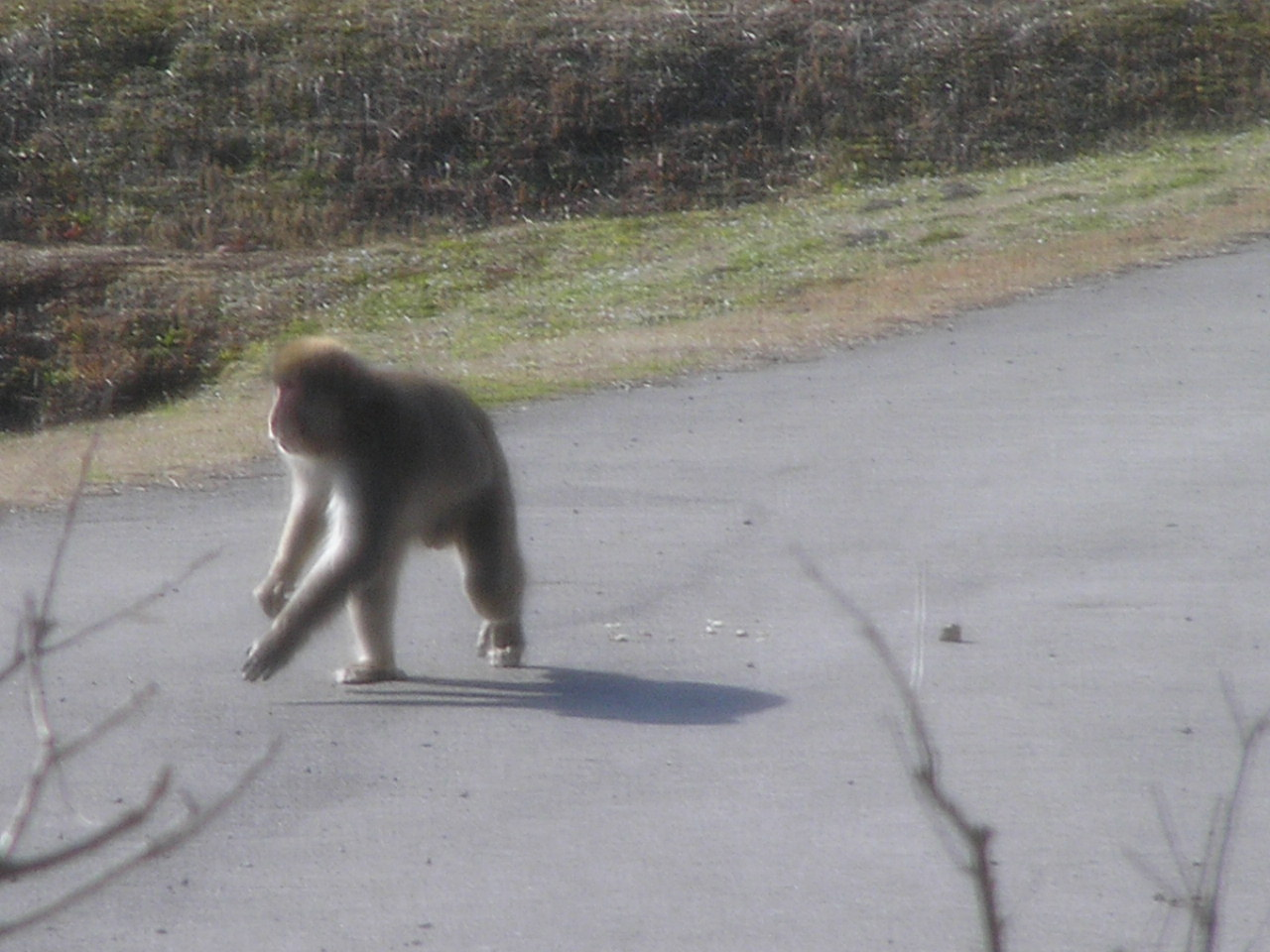
筱山的野生猴子

河合雅雄（日语：／ Kawai Masao，1924年1月2日—2021年5月14日），男，兵庫縣多紀郡篠山町（現丹波篠山市）出身，日本動物學家，灵长类学者，京都大学名誉教授，兵库县立人与自然博物馆名誉馆长。畢業於京都大學理學部動物系。
河合雅雄主要研究領域是靈長類。日本的靈長類行為學研究已有多年歷史，但是因為日文不是國際學術交流常用的語言，並沒有受到國際學界的注意。日本學界的獼猴研究，直到1965年由河合雅雄才以英文發表。

## 生平
早年毕业于兵库县立筱山凤鸣高级中学 （页面存档备份，存于）。1952年毕业于京都大学理学部动物专业。
1967年任京都大学灵长类研究所副教授。1970年任教授。1978年任灵长类研究所所长。1985年任放送大学会友教授。1987年任京都大学名誉教授。1987年任财团法人日本猴子中心所长。1991年日本福祉大学。1995年任兵库县立人自然博物馆馆长。

## 家庭
弟弟河合隼雄。

## 奖项和荣誉
- 1969朝日赏
- 1976野间儿童文学推荐作品奖少年动物杂志(福音馆书店)
- 1990日本放送协会(NHK)广播文化奖*1990紫绶褒章
- 1992产经儿童出版文化奖小博物杂志(筑摩书

房)
- 1992每日出版文化赏人的来历(上·下)(小学馆)
- 1993中日文化奖
- 1994东海电视文化奖
- 1995功勋三等旭日中勋章
- 1997京都府文化奖特别功劳奖
- 2001地方教育行政功劳奖
- 2001大同生命地区研究奖
- 2001产经儿童出版文化奖(推荐作品奖)河合雅雄的动物记(3)大草地的兔子和猫的故事
- 2002筱山市名誉市民
- 2003兵库县阵营发扬功劳奖

## 著作
- 『大猩猩探险记』(1961讲谈社)
- 『日本笸箩的生态』(1965河出身书房新公司)
- 『少年动物杂志』(探听1975副声音馆书店)
- 『人类诞生的谜』(1977大日本图书)
- 『獅尾狒的徽章』(1978福音馆)
- 『森林生了猴子』(1979平凡公司)
- 『热带的大草原的二个星』(草山万兔子1982福音馆书店)
- 『灵长类学的邀请』(1984小学馆)
- 『灵长类学的邀请』(1984小学馆)
- 『原始森林时间』(草山万兔子1985对理论公司)
- 『人类以前的社会学-非洲探寻灵长类』(与1990教育公司)
- 『孩子自然地』(1991岩波书店)
- 『人的来历上·下』(1992小学馆每天出版文化奖)
- 『小博物杂志』(1994筑摩书房产经儿童出版文化奖)
- 『河合雅雄著作集全13卷』(1996小学馆)
- 『河合雅雄的动物记(1)geradahihi的星』(草山万兔子1997加油铃馆)
- 『河合雅雄的动物记(2)水獭流冰的旅行』(2000加油铃馆)
- 『yuka的花故事』(2000小学馆)
- 『河合雅雄的动物记(3)大草地的兔子和猫的故事』(2001加油铃馆)
- 『返回到森林』(2003小学馆)

## 译本
- 『森林是谁制作的吧？』